# Les Aventures de Robinson Crusoé
Les Aventures de Robinson Crusoé je francouzský němý film z roku 1902. Režisérem je Georges Méliès (1861–1938). Film byl natočen podle románu Daniela Defoea z roku 1719 Robinson Crusoe. Méliès, který ve filmu ztvárnil hlavního hrdinu, se při tvorbě filmu inspiroval ilustracemi J. J. Grandvilla.